# Розвелл (Нью-Мексико)
Розвелл (англ. Roswell) — місто (англ. city) в США, в окрузі Чавес у південно-східній частині штату Нью-Мексико. Населення — 48 422 особи (2020). Центр зрошуваного землеробства, молочне господарство, скотарство, виробництво, розподіл і видобуток нафти. У Розвеллі знаходиться рідна домівка Військового Інституту Нью-Мексико (NMMI), заснована у 1891 році. Національний заказник гіркого озера розташований за декілька миль на північний схід від міста на річці Пекос, Державний парк бездонних озер — за дванадцять миль на схід від Розуелла на США 380.
Містечко Розвелл відоме через те, що до своєї назви додало події 1947 року — Розвельський інцидент, хоча місце катастрофи передбачуваного НЛО було за 75 миль від Розвелла і ближче до міста Корона.

## Географія
Розуелл розташований за координатами 33°22′24″ пн. ш. 104°31′46″ зх. д. / 33.37333° пн. ш. 104.52944° зх. д. (33.373442, -104.529393). За даними Бюро перепису населення США в 2010 році місто мало площу 77,48 км², з яких 77,33 км² — суходіл та 0,15 км² — водойми.

### Клімат
| Клімат : Розуелл                                           | Клімат : Розуелл | Клімат : Розуелл | Клімат : Розуелл | Клімат : Розуелл | Клімат : Розуелл | Клімат : Розуелл | Клімат : Розуелл | Клімат : Розуелл | Клімат : Розуелл | Клімат : Розуелл | Клімат : Розуелл | Клімат : Розуелл | Клімат : Розуелл |
| Показник                                                   | Січ.             | Лют.             | Бер.             | Квіт.            | Трав.            | Черв.            | Лип.             | Серп.            | Вер.             | Жовт.            | Лист.            | Груд.            | Рік              |
| Абсолютний максимум, °C                                    | 31,1             | 31,1             | 35,0             | 38,9             | 41,7             | 45,6             | 43,9             | 43,9             | 40,0             | 37,2             | 34,4             | 28,9             | 45,6             |
| Середній максимум, °C                                      | 12,8             | 15,9             | 20,2             | 24,9             | 29,7             | 34,0             | 34,3             | 33,2             | 29,8             | 24,3             | 17,9             | 12,6             | 24,1             |
| Середній мінімум, °C                                       | −3,3             | −0,7             | 2,7              | 7,1              | 12,6             | 17,3             | 19,4             | 18,8             | 14,7             | 8,1              | 1,3              | −3,3             | 7,9              |
| Абсолютний мінімум, °C                                     | −31,1            | −31,1            | −20,6            | −8,3             | −2,8             | 4,4              | 11,1             | 8,9              | −1,1             | −10              | −21,1            | −23,3            | −31,1            |
| Середня кількість сонячних годин на місяць                 | 217,1            | 223,0            | 280,8            | 307,6            | 342,9            | 344,7            | 327,9            | 300,9            | 262,7            | 269,6            | 214,5            | 210,3            | 3302,0           |
| Норма опадів, мм                                           | 10               | 11               | 13               | 15               | 32               | 44               | 52               | 50               | 39               | 31               | 15               | 16               | 328              |
| Днів з опадами                                             | 3,4              | 3,1              | 3,3              | 2,9              | 4,4              | 5,3              | 6,9              | 8,1              | 6,0              | 5,0              | 2,8              | 3,9              | 55,1             |
| Днів зі снігом                                             | 2,0              | 1,0              | 0,7              | 0,3              | 0,0              | 0,0              | 0,0              | 0,0              | 0,0              | 0,2              | 0,6              | 1,8              | 6,6              |
| Вологість повітря, %                                       | 56.8             | 51.1             | 39.7             | 36.5             | 39.6             | 43.2             | 49.1             | 54.1             | 57.6             | 54.0             | 52.7             | 54.5             | 49.1             |
| ---------------------------------------------------------- | ---------------- | ---------------- | ---------------- | ---------------- | ---------------- | ---------------- | ---------------- | ---------------- | ---------------- | ---------------- | ---------------- | ---------------- | ---------------- |
| Джерело: NOAA (relative humidity 1973–1990, sun 1962–1982) |                  |                  |                  |                  |                  |                  |                  |                  |                  |                  |                  |                  |                  |

## Демографія
Згідно з переписом 2010 року, у місті мешкало 48 366 осіб у 17 654 домогосподарствах у складі 12 098 родин. Густота населення становила 624 особи/км². Було 19743 помешкання (255/км²).
Расовий склад населення:
| - 69,9 % — білих - 2,5 % — чорних або афроамериканців - 1,2 % — корінних американців - 0,7 % — азіатів - 0,1 % — вихідців з тихоокеанських островів - 22,1 % — осіб інших рас |

До двох чи більше рас належало 3,4 %. Частка іспаномовних становила 53,4 % від усіх жителів.
За віковим діапазоном населення розподілялося таким чином: 28,3 % — особи молодші 18 років, 57,2 % — особи у віці 18—64 років, 14,5 % — особи у віці 65 років та старші. Медіана віку мешканця становила 33,5 року. На 100 осіб жіночої статі у місті припадало 94,9 чоловіків; на 100 жінок у віці від 18 років та старших — 91,1 чоловіків також старших 18 років.
Середній дохід на одне домашнє господарство становив 54 630 доларів США (медіана — 39 975), а середній дохід на одну сім'ю — 61 108 доларів (медіана — 49 483). Медіана доходів становила 41 519 доларів для чоловіків та 31 004 долари для жінок. За межею бідності перебувало 22,1 % осіб, у тому числі 32,2 % дітей у віці до 18 років та 13,6 % осіб у віці 65 років та старших.
Цивільне працевлаштоване населення становило 19 490 осіб. Основні галузі зайнятості: освіта, охорона здоров'я та соціальна допомога — 27,1 %, роздрібна торгівля — 11,8 %, мистецтво, розваги та відпочинок — 11,3 %.

## Відомі люди
- Демі Мур (* 1962) — американська акторка.